# パスカル・イター
パスカル・イター（Pascal Itter 、1995年4月3日 - ）は、ドイツ・ヘッセン州シュヴァルムシュタット出身のプロサッカー選手。ブンデスリーガ・ロート・ヴァイス・アーレン所属。ポジションは、ディフェンダー。

## クラブ経歴
14歳で1.FCニュルンベルクの下部組織に入団。ここでのプレーが高く評価され2012年にフリッツ・ヴァルター・メダルU-17部門で銅メダルを受賞した。
2013年にシャルケ04の下部組織に移籍し、すぐにセカンドチームに引き上げられた。2014年3月にプロ契約を締結。しかしトップチームでの出番は無く、2015－16シーズン始めにジュニオール・カイサラとサシャ・リーターが移籍して来たことでますますポジション獲得が難しくなったことからSVグレーディヒへの移籍を決断した
2016年夏、SCパーダーボルン07に移籍。2018年6月までの契約を結んだ

## 代表歴
U-16世代からドイツ代表に招集され、UEFA U-17欧州選手権2012とUEFA U-19欧州選手権2014に参加した。